# Infrutescência

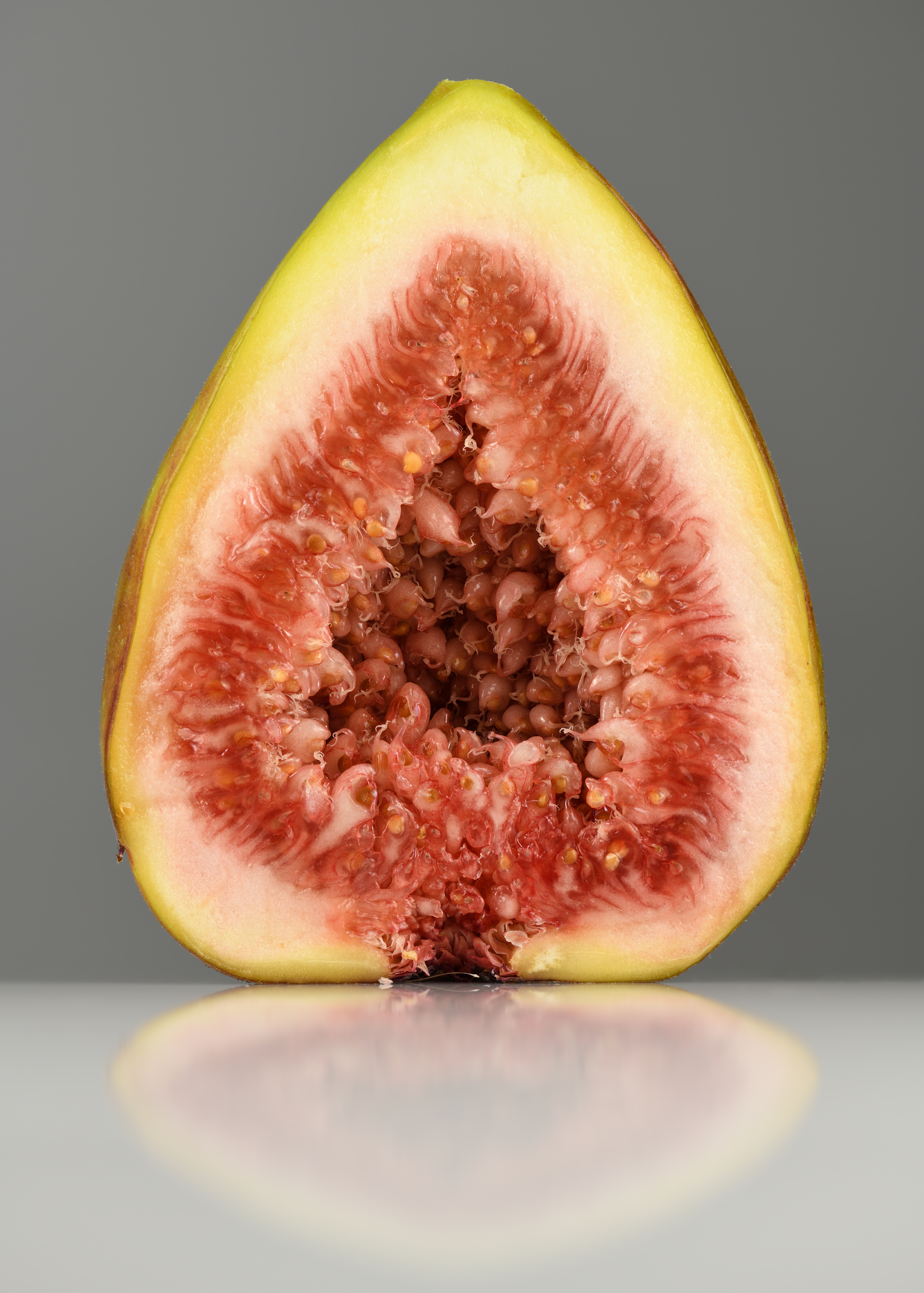
O figo é uma infrutescência.

Assim como os frutos são resultado da fecundação das flores, as infrutescências (um cacho de uvas, por exemplo) são, a rigor, o resultado da fecundação de flores de uma inflorescência. Entretanto, um uso mais corrente do termo "infrutescência" é associado a conjuntos compactos de frutos, onde cada fruto situa-se contíguo ou aderente ao outro, de forma que o conjunto se assemelhe a um grande fruto. Apesar da aparência externa coesa, essas infrutescências podem ser reconhecidas pela sua estrutura interna, apresentando um eixo central ao longo de todo o seu comprimento, com os frutos (semelhantes a "gomos") inseridos neste.

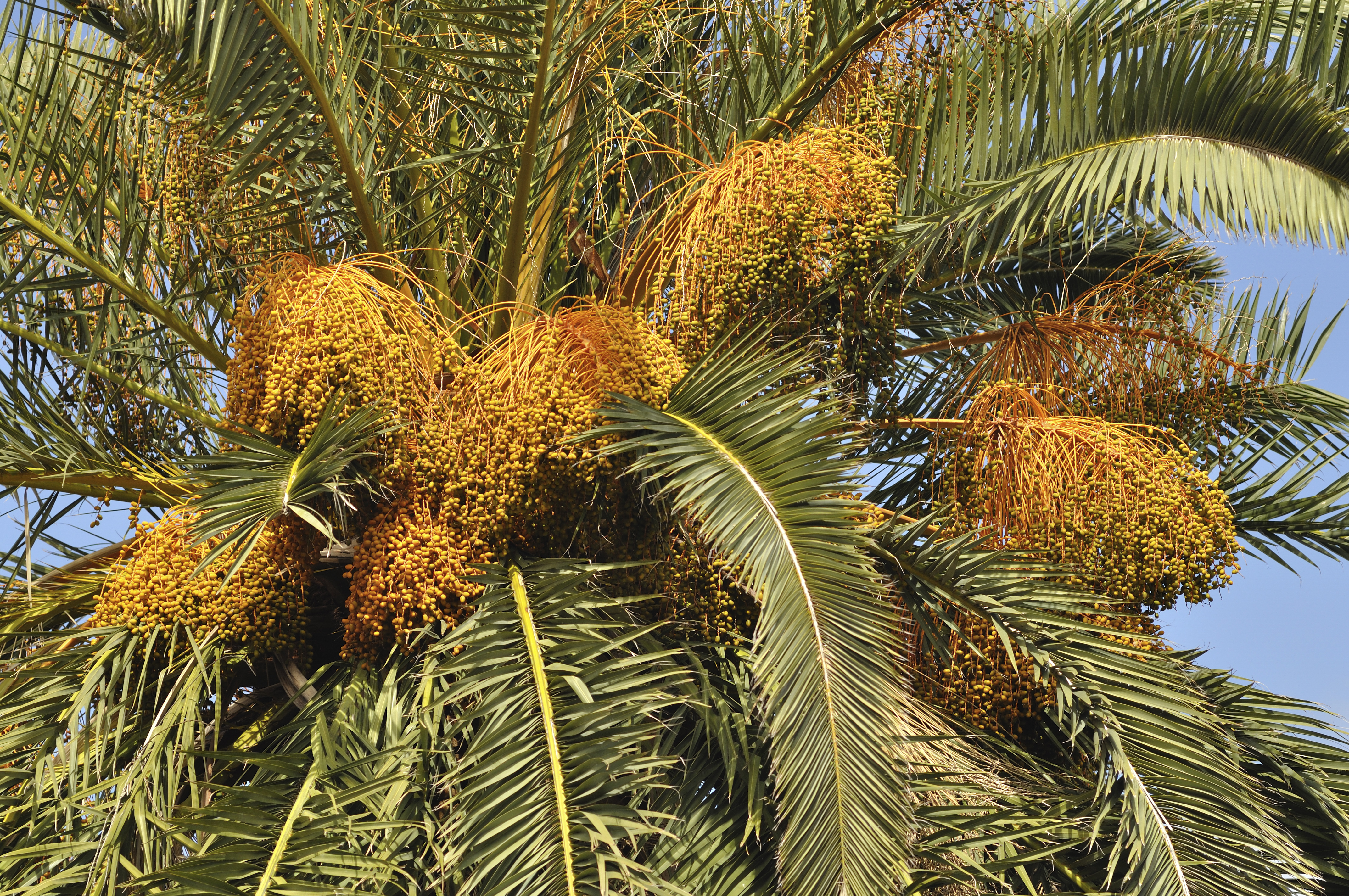
Infrutescência da palmeira Phoenix canariensis

Algumas infrutescências são conhecidas popularmente e vendidas como frutas, a exemplo do abacaxi e da jaca; mas os verdadeiros frutos são os pequenos gomos encontrados nestas estruturas.
Infrutescências (que em inglês se denominam multiple fruits ou collective fruits) não devem ser confundidas com frutos múltiplos: a infrutescência é um conjunto de frutos pequenos originados de várias flores separadas; os frutos múltiplos, como o morango, a fruta-do-conde, a framboesa ou a amora-da-silva, originam-se de uma única flor cujo ovário é formado por diversos carpelos livres ou ligeiramente aderentes entre si. Assim, o morango é um fruto múltiplo de aquénios, a framboesa e a amora-da-silva são frutos múltiplos de drupas (ou drupéolas). .